# Menjagrà pissarrós
El menjagrà pissarrós (Sporophila schistacea) és un ocell de la família dels tràupids (Thraupidae).

## Hàbitat i distribució
Habita els bosquets de bambú, límit de la selva pluvial, vegetació secundària, bosc obert, zones de matoll i terres de conreu, a les terres baixes de Mèxic, des del nord-est d'Oaxaca, fins al nord d'Hondures, sud-oest de Costa Rica i Panamà i des de Colòmbia, cap a l'est, a través del sud de Veneçuela i les Guaianes fins al nord i nord-est del Brasil i cap al sud, per l'oest dels Andes, fins al nord-oest de l'Equador: També al nord-est de l'Equador, est del Perú i nord de Bolívia.